# Trachelas macrochelis
Trachelas macrochelis là một loài nhện trong họ Trachelidae.
Loài này thuộc chi Trachelas. Trachelas macrochelis được Jörg Wunderlich miêu tả năm 1992.